# NGC 4169
NGC 4169 је лентикуларна галаксија у сазвежђу Береникина коса која се налази на NGC листи објеката дубоког неба.
Деклинација објекта је + 29° 10' 46" а ректасцензија 12h 12m 18,7s. Привидна величина (магнитуда) објекта NGC 4169 износи 12,2 а фотографска магнитуда 13,2. NGC 4169 је још познат и под ознакама UGC 7202, MCG 5-29-32, CGCG 158-41, HCG 61A, The Box, PGC 38892.